# Ken Saro-Wiwa
Kenule Beeson Saro-Wiwa (Bori, 10 oktober 1941 – Port Harcourt, 10 november 1995) was een Nigeriaans schrijver, televisieproducent en milieuactivist.

## Biografie
Ken Saro-Wiwa was lid van de Ogoni, een etnische minderheid waarvan het oorspronkelijke land in de Nigerdelta gebruikt wordt voor oliewinning sinds de jaren 50. Als president van de Movement for the Survival of the Ogoni People (MOSOP) voerde Saro-Wiwa een geweldloze campagne tegen de schade aan het milieu door de activiteiten van multinationale oliemaatschappijen zoals Shell en BP.
Saro-Wiwa was tevens een succesvol zakenman, romanschrijver en televisieproducer. Zijn bekendste roman Sozaboy: A Novel in Rotten English, vertelt het verhaal van een naïeve dorpsjongen die door het leger aangeworven wordt tijdens de Nigeriaanse burgeroorlog (1967-1970).
In 1990 stichtte Saro-Wiwa MOSOP om op te komen voor de rechten van de Ogoni. Ze vroegen meer autonomie voor het Ogoni-volk, een redelijk deel van de inkomsten door oliewinning, en een vergoeding voor de schade aan het milieu. In 1992 werd Saro-Wiwa voor meerdere maanden zonder proces opgesloten door de Nigeriaanse militaire overheid.
In januari 1993 organiseerde MOSOP vreedzame protestmarsen waaraan 300.000 Ogoni deelnamen - meer dan de helft van de Ogoni-bevolking. In dat jaar stopte Shell met activiteiten in de Ogoni-regio.
Saro-Wiwa werd opnieuw gearresteerd in juni 1993, maar kwam vrij na een maand. In mei 1994 werd hij nogmaals gearresteerd en beschuldigd van het oproepen tot moord. Saro-Wiwa ontkende, maar werd voor meer dan een jaar opgesloten vooraleer hij schuldig bevonden werd en ter dood veroordeeld. Het proces werd wereldwijd aan de kaak gesteld door mensenrechtenorganisaties.
Op 10 november 1995 werden Saro-Wiwa en acht andere MOSOP-leiders opgehangen door de Nigeriaanse militaire regering onder generaal Sani Abacha. Dit veroorzaakte de onmiddellijke schorsing van Nigeria als lid van het Gemenebest van Naties.
Zijn zoon, Ken Wiwa, schreef een biografie: In the Shadow of a Saint. Zijn dochter, Zina Saro-Wiwa, is filmregisseur en kunstjournalist; een andere dochter, Noo Saro-Wiwa, schrijft reisverhalen.

## Rechtszaak van nabestaanden tegen Shell
Naar aanleiding van een rechtszaak in New York tegen Shell van nabestaanden van Saro-Wiwa, waarin zij Shell onder andere medeplichtig vonden aan de dood van Saro-Wiwa, trof Shell in juni 2009 een schikking met de aanklagers van ruim 11 miljoen euro. Volgens Shell verklaarde zij hiermee geen schuld, maar verklaarde wel: "De beschuldigingen waren vals, maar mensen hebben destijds wel geleden in de delta van Niger.". Een derde van het bedrag gaat naar de Ogoni.
Shell heeft erkend schuldig te zijn aan de olievervuilingen in Nigeria. Shell zal voor de kosten van de opruiming opdraaien en de bewoners een schadevergoeding betalen. Hiermee zal een bedrag gemoeid zijn van ruim 100 miljoen dollar.

## Nagedachtenis
In Amsterdam-Zuidoost is een straat, de Ken Saro-Wiwastraat naar Saro-Wiwa genoemd.
- Bibsys: 90337916
- Bibliothèque nationale de France: cb122024607 (data)
- Catàleg d'autoritats de noms i títols de Catalunya: 981058608376106706
- CiNii: DA08170671
- Gemeinsame Normdatei: 119147548
- International Standard Name Identifier: 0000 0001 0937 3151
- Library of Congress Control Number: n77017603
- Bibliotheek van het Japanse parlement: 00534263
- Nationale Bibliotheek van Tsjechië: jo2005267799
- Nationale bibliotheek van Australië: 35231621
- Nationale Bibliotheek van Israël: 987007452132405171
- Nationale Bibliotheek van Polen: a0000003402178
- Nederlandse Thesaurus van Auteursnamen: 073049743
- Istituto Centrale per il Catalogo Unico: MILV137931
- LIBRIS: 310661
- SNAC: w6fb5ss1
- Système universitaire de documentation: 030650585
- Trove: 874682
- Virtual International Authority File: 113697883
- WorldCat: E39PBJB4dJvvG6gqvrPR8T4yVC